# Žiga Jelar
Žiga Jelar, slovenski smučarski skakalec in pevec, * 22. oktober 1997, Kranj.

## Kariera
Jelar je v celinskem pokalu prvič nastopil 1. februarja 2015, ko je v Zakopanah zasedel 32. mesto. Prvo uvrstitev med dobitnike točk je dosegel 17. januarja 2016 na tekmi v Willingenu s 26. mestom. 31. januarja 2016 je dosegel prvo uvrstitev v deseterico v Bischofshofnu z osmim mestom. 25. februarja 2016 je debitiral v svetovnem pokalu na tekmi v Kuopiu in zasedel 43. mesto. Na Svetovnem mladinskem prvenstvu leta 2017 v Park Cityju je osvojil šesto mesto na posamični tekmi ter zlati medalji na ekipni tekmi in tekmi mešanih ekip. 
V Lillerhammerju je na letalnici 10. marca 2020 osvojil 2. mesto. 19. marca 2022 je ponovno osvojil 2. mesto, a tokrat v poletih v Oberstdorfu. 25. marca 2022 je v Planici prišel do svoje prve zmage v svetovnem pokalu in prevzel vodstvo v seštevku za mali kristalni globus. 27. marca je s 6. mestom prednost ubranil in tako tudi osvojil naslov najboljšega letalca sezone. 